# R102 (Ommen)
De Recreatieve weg 102 (R102) is een weg in de provincie Overijssel. De weg begint bij de Vechtbrug in Dalfsen (aansluiting N757) en loopt tot aan de brug over de Vecht in Ommen (N347). De weg is 12 km lang.
Nieuwvliet: R101 · R102 · R103 · R104 · R105

Ommen: R101 · R102 · R103 · R104 · R105

Schouwen: R101 · R102 · R103 · R104 · R105 · R106 · R107 · R108 · R109 · R110 · R111 · R112

Spaarnwoude: R101 · R102 · R103 · R104 · R105 · R106

Voorthuizen: R101

IJmuiden: R101 · R102 · R103